# マリア・バルベルデ
マリア・バルベルデ・ロドリゲス（María Valverde Rodríguez, 1987年3月24日 - ）は、スペインの女優。

## バイオグラフィ
スペイン・マドリードのカラバンチェル区の出身。母親は彫刻家、父親は画家。10歳で演劇を始め、14歳で故郷の学校で演技を学び始めた。16歳の時、2003年に公開されたマヌエル・マルティン・クエンカ (Manuel Martin Cuenca) 監督の映画『La flaqueza del bolchevique』で長編映画デビュー。同映画で、2003年度ゴヤ賞の新人女優賞を受賞した。
2005年、イタリアの作家メリッサ・パナレロ(Melissa Panarello)の著書を原作としたスペイン、イタリア合作映画『メリッサ・P ～青い蕾～』(Melissa P.)に主演。同年、サン・セバスティアン国際映画祭で「スペイン映画における最も美しき顔」に選ばれた。
2008年、スペインのスリラー映画『NAKED マン・ハンティング』(El rey de la montaña)でアルゼンチンの俳優レオナルド・スバラグリアと共演。
2009年、1930年代のイングランドのボーディングスクールを舞台とするジョーダン・スコット(Jordan Scott)監督のロマンティック映画『汚れなき情事』でエヴァ・グリーンと共演した。

## フィルモグラフィ
- La flaqueza del bolchevique (2003)
- Fuera del cuerpo (2004)
- Vorvik (2005)
- メリッサ・P 〜青い蕾〜 Melissa P. (2006)
- Los Borgia (2006)
- Ladrones (2007)
- NAKED マン・ハンティング El rey de la montaña (2007)
- La mujer del anarquista (2008)
- 汚れなき情事 Cracks (2009)
- 空の上3メートル Tres Metros Sobre el Cielo (2010)
- バスルーム 裸の2日間 Madrid, 1987 (2011)
- その愛を走れ Tengo ganas de ti (2012)
- La mula (2013)
- リベレイター 南米一の英雄 シモン・ボリバル Libertador (2013)
- エクソダス:神と王 Exodus:Gods and Kings (2014)
- 約束の馬 Broken Horses (2015)
- La Carga (2016)
- ゲルニカ Guernica (2016)
- 切り裂き魔ゴーレム The Limehouse Golem (2016)
- おかえり、ブルゴーニュへ Ce qui nous lie (2017)
- 欲望に溺れて Plonger (2017)
- ガルヴェストン Galveston (2018)
- 蜘蛛 Araña (2019)
- 悪夢は苛む Distancia de rescate (2021)
- 忘れられない愛の歌 Fuimos canciones (2021)